# Суперстрат
Суперстрат (на латински: superstratum) е антипод на субстрат. Когато един език наследи друг, наследникът се означава като суперстрат, а наследеният като субстрат. Така например във френския език, простонародният латински е суперстрат, а галският е субстрат.
Понятието суперстрат се използва и за означаване на внушителен лингвистичен елемент, в какъвто се е превърнал например английският след 1066 г. за норманския език. Новогръцките и новолатинските изрази, използвани в европейските (и редица други) езици за описанието на обекти от медицината, анатомията, зоологията, ботаниката и други науки, също могат да се означат като суперстрат, въпреки че съществува по-коректен термин - адстрат.